# Айл-ла-Мотт
Айл-ла-Мотт (англ. Isle La Motte) — город, расположенный на одноимённом острове в округе Гранд-Айл, штат Вермонт, США. Согласно данным переписи населения США 2010 года, численность населения города составляла 471 человек.

## История
В 1666 году, на острове Айл-ла-Мотт, французами был возведён форт, названный в честь Святой Анны. Форт Святой Анны был одним из элементов оборонительной линии, возведённой для защиты от нападений ирокезов.

## География
Город находится в северо-западной части Вермонта, на территории одноимённого острова, который расположен посреди озера Шамплейн, на расстоянии приблизительно 87 километров к северо-западу от Монтпилиера, административного центра штата. Абсолютная высота — 31 метр над уровнем моря.

Согласно данным бюро переписи населения США, площадь территории города составляет 43,1 км², из которых, 20,6 км² приходится на сушу и 22,5 км² (то есть 52,2 %) на водную поверхность.

## Демография
По данным переписи населения 2000 года в городе Айл-ла-Мотт проживало 488 человек, 143 семьи, насчитывалось 202 домашних хозяйства и 415 единиц жилого фонда. Средняя плотность населения составляла около 20,1 человека на один квадратный километр.

Расовый состав города по данным переписи распределился следующим образом: 97,75 % белых, 1,23 % — коренных американцев, 0,2 % — азиатов, 0,82 % — представителей смешанных рас.

Из 202 домашних хозяйств в 27,7 % — воспитывали детей в возрасте до 18 лет, 59,4 % представляли собой совместно проживающие супружеские пары, в 8,4 % семей женщины проживали без мужей, 29,2 % не имели семьи. 22,8 % от общего числа семей на момент переписи жили самостоятельно, при этом 7,9 % составили одинокие пожилые люди в возрасте 65 лет и старше. Средний размер домашнего хозяйства составил 2,42 человека, а средний размер семьи — 2,85 человека.

Население города по возрастному диапазону по данным переписи 2000 года распределилось следующим образом: 25 % — жители младше 18 лет, 4,3 % — между 18 и 24 годами, 26,2 % — от 25 до 44 лет, 27,3 % — от 45 до 64 лет и 17,2 % — в возрасте 65 лет и старше. Средний возраст жителей составил 42 года. На каждые 100 женщин в приходилось 93,7 мужчины, при этом на каждые сто женщин 18 лет и старше приходилось 92,6 мужчины также старше 18 лет.

Средний доход на одно домашнее хозяйство в городе составил 36 125 долларов США, а средний доход на одну семью — 41 094 доллара. При этом мужчины имели средний доход в 28 542 доллара США в год против 24 000 долларов среднегодового дохода у женщин. Доход на душу населения в городе составил 20 286 долларов в год. 7,7 % от всего числа семей в городе и 9,4 % от всей численности населения находилось на момент переписи населения за чертой бедности, при этом 11,5 % из них были моложе 18 лет и 2,5 % — в возрасте 65 лет и старше.

## Достопримечательности
На острове расположен карьер, на котором ведётся добыча чёрного известняка. В толще отложений были обнаружены ископаемые останки кораллового рифа, являющиеся наиболее древними из ныне известных.